# Monastère de Zoodóchos Pigí (Anáfi)

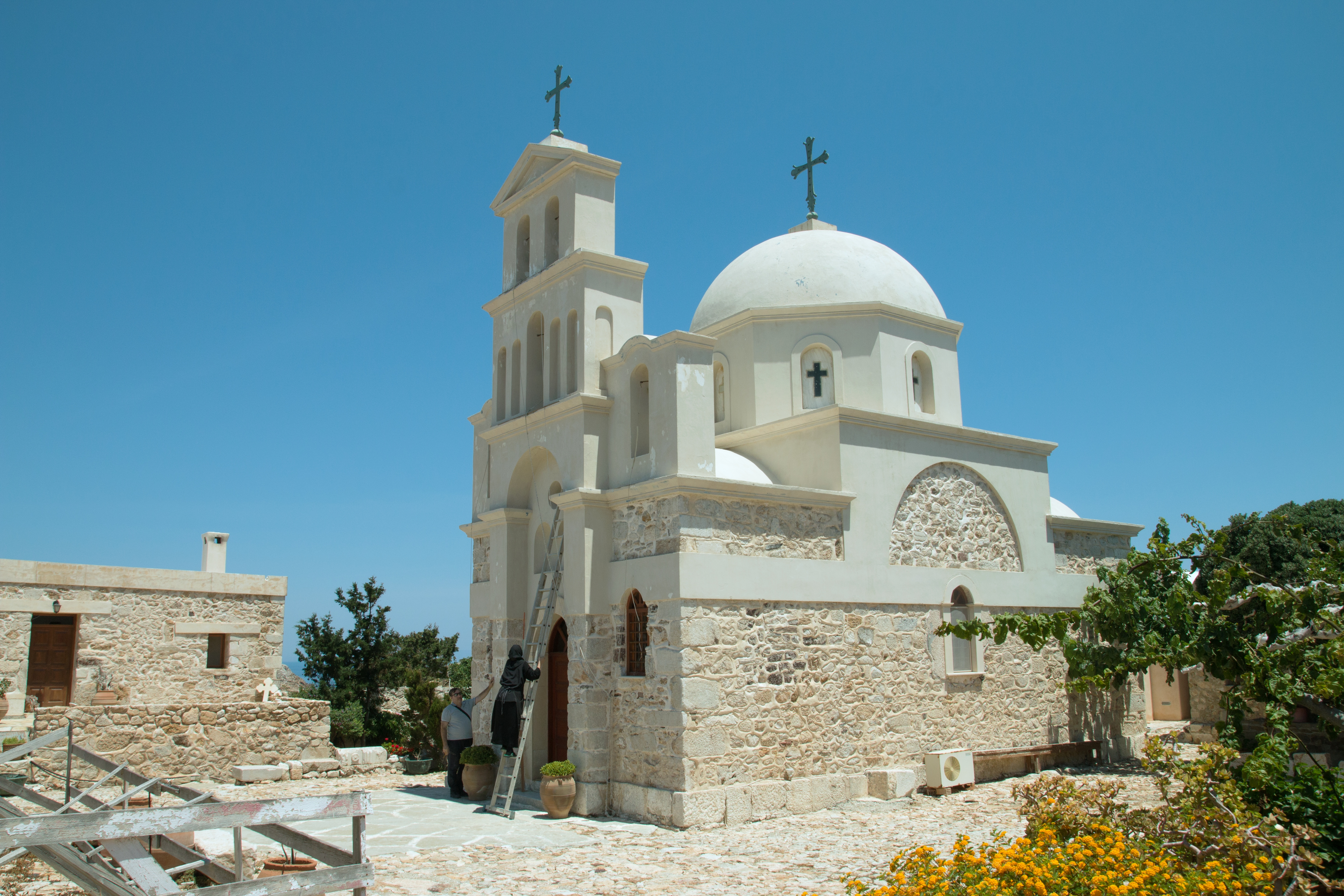
Vue du catholicon du monastère.

Le monastère de Zoodóchos Pigí (grec moderne : Μονή Ζωοδόχου Πηγής), également connu sous le nom de Káto Panagía (grec moderne : Κάτω Παναγία), est un monastère orthodoxe situé sur l'île d'Anáfi, en Grèce. Il est dédié à la Vierge Marie, la « Source-de-Vie ». Le monastère est un monastère masculin, mais est actuellement inhabité.
Le monastère de Zoodóchos Pigí est situé dans la partie orientale de l'île d'Anáfi, au niveau de l'isthme qui sépare la pointe orientale de l'île du reste de cette dernière. Il s'agit du monastère le plus important de l'île. Le monastère est construit sur le site antique du temple d'Apollon Aiglètès, dont il intègre de nombreux éléments architecturaux. Le monastère contient également de nombreux autres vestiges antiques,. L'église ou catholicon du monastère est, quant à elle, construite en 1887.
Le monastère constitue une destination de randonnée populaire sur l'île, tandis que la durée estimée du trajet depuis le village principal de Chóra est de deux heures. Depuis le monastère, un sentier mène vers celui de Kalamiótissa, également connu sous le nom d'« Áno Panagía ».